# Madison, Wisconsin
Madison je glavni grad američke savezne države Wisconsin i poslije Milwaukeeja drugi po veličini u državi Wisconsinu. Grad je 1836. osnovao James Duane Doty, a 2000. imao je 543.022 stanovnika.

## Poznate osobe
- Chris Farley, komičar (Saturday Night Live)